# 乐清碘泡虫
乐清碘泡虫（学名：Myxobolus leqingensis）为碘泡科碘泡虫属的动物。在中国，分布于浙江等，营寄生生活，寄生在胡鲇的直肠外壁、鳃膜腔。